# Unidades de medida en el Antiguo Egipto
Las unidades de medida en el Antiguo Egipto se utilizaron  desde las primeras dinastías. Las había de longitud, superficie, volumen, peso y tiempo. Se han hallado muchos documentos de contabilidad en papiro, ya que los escribas tenían como tarea contabilizar la cosecha, censar ganado, cotejar el nivel máximo anual del río Nilo (para el cálculo de los impuestos) y registrar las áreas de las superficies de las parcelas, para poder restaurar los límites y demarcar las tierras agrícolas que la inundación del Nilo desdibujaba cada año.

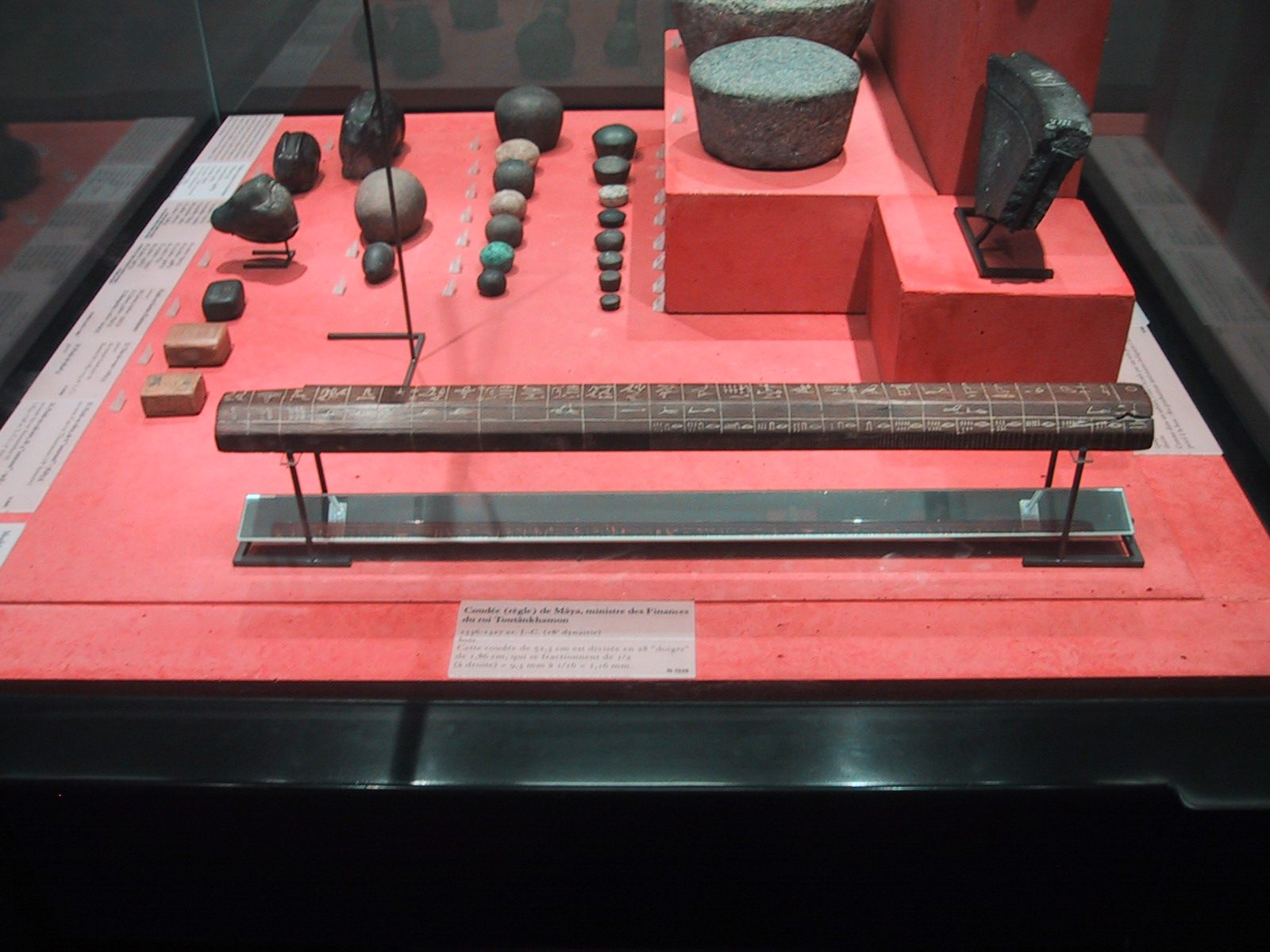
Pesas y medidas del Antiguo Egipto.
Codo egipcio: meh. Louvre.

## Unidades de longitud
La principal unidad de medida lineal se conoce como codo real y en la II y IV dinastías era equivalente a 0,524 m de longitud. Se dividía en 28 dedos de 1,87 cm, dando lugar a muchas otras submedidas. Por ejemplo, el palmo de cuatro dedos, que a su vez era la séptima parte del codo. 
Esta unidad de medida se ha utilizado desde al menos la III dinastía egipcia, alrededor del año 2700 a. C. Han perdurado muchos ejemplares de codo; algunos de ellos se elaboraron como unidades de medida ceremoniales que se conservaban en los templos. Una muestra exacta de esta medida puede observarse en la cámara real de la Gran Pirámide de Guiza, obra maestra de sillería en granito cuya anchura es de 10 Codos Reales (5,24 m) y su longitud es de 20 codos reales (10,48 m).
Hacia el año 600 a. C., durante la dinastía XXVI, se introduce una importante reforma para unificar varias medias. Desaparece el codo corto y se instaura el llamado codo reformado, equivalente al antiguo codo real.
| \| \| | D50 |
|       |     |

|  |

| \| \| | D50 |
|       |     |

|  |

| Szp · p | N11 |

| Szp · p | N11 |

| D42 | G37 |

| D42 | G37 |

| M23 | t · D42 |

| M23 | t · D42 |

| M3 · X1 · Z1 |

| M3 · X1 · Z1 |

| M17 | X1 · D21 | G43 | N35B | N36 · N21 · Z1 |

| M17 | X1 · D21 | G43 | N35B | N36 · N21 · Z1 |

## Unidades de superficie
La unidad de superficie básica era el sechat (arura en griego), equivalente a un cuadrado 100 codos de lado, es decir, 10 000 codos cuadrados.
| S29 | V13 · V2 | X1 · O39 |

| S29 | V13 · V2 | X1 · O39 |

| D41 |

| D41 |

| G38 |

| G38 |

| M12 |

| M12 |

| D36 |

| D36 |

| V28 | G1 | X1 · N37 | M12 |

| V28 | G1 | X1 · N37 | M12 |

| M12 | N16 · N23 · Z1 |

| M12 | N16 · N23 · Z1 |

## Unidades de volumen
La unidad de capacidad era el heqat, representado como el Ojo de Horus. Era empleado para medir, fundamentalmente, el trigo y la cebada; equivalía a unos 4,8 litros. El henu o hin, es la unidad de volumen que habitualmente se utilizaba para la medición de líquidos como la cerveza, el vino, la leche o el agua; equivalía a unos 0,48 litros. Para medir líquidos se empleaba el des y el secha (de muy poco contenido) para la cerveza; para el vino se empleaba el hebenet y para el incienso el men y el hebenet.
| S38 | N29 · X1 | U9 |

| S38 | N29 · X1 | U9 |

| O4 · N35 | W24 | G43 | W22 |

| O4 · N35 | W24 | G43 | W22 |

| D21 |

| D21 |

| S38 | N29 · X1 | T14 | T14 | U9 |

| S38 | N29 · X1 | T14 | T14 | U9 |

| M17 | Q3 · X1 | U9 |

| M17 | Q3 · X1 | U9 |

| K4 · D21 | V19 |

| K4 · D21 | V19 |

| K4 · D21 | V19 |

| K4 · D21 | V19 |

| D12 |

| D12 |

## Unidades de peso
La unidad de peso fundamental era el deben (literalmente: anillo de metal), que equivalía a 13,6 gramos durante el Imperio Antiguo, 91 g desde el Imperio Medio; en el Imperio Nuevo, se divide en diez kite, o qedety, de aproximadamente 9,1 g, que era la décima parte de un deben. El shaty (o anillo) equivalía a medio deben. El peso inferior al kite se expresaba mediante fracciones.
El deben, normalmente, equivalía a gramos de cobre, aunque el valor de algunos productos podía aparecer expresado en debenes de oro o plata. Durante gran parte de la historia de Antiguo Egipto, se estimaba que un deben de plata equivalía a cien deben de cobre.
| D46 | D58 | N35 · F48 |

| D46 | D58 | N35 · F48 |

| Aa28 | X1 · S106 |

| Aa28 | X1 · S106 |

|  |

## Unidades de tiempo
En el calendario egipcio, el año tiene 365 días repartidos en tres estaciones de cuatro meses, más cinco días epagómenos. Cada mes tenía exactamente treinta días, repartidos en tres decanos. El día se dividió en 24 horas.
| M4 | X1 · Z1 |

| M4 | X1 · Z1 |

| M8 · Aa1 · X1 | N5 |

| M8 · Aa1 · X1 | N5 |

| O1 · D21 | X1 · N5 |

| O1 · D21 | X1 · N5 |

| N37 · N35 · N35 · N35 | N5 |

| N37 · N35 · N35 · N35 | N5 |

| N11 · N14 | D48 · N5 |

| N11 · N14 | D48 · N5 |

| O4 · D21 | G43 | N5 |

| O4 · D21 | G43 | N5 |

| E34 · N35 | W24 · X1 | N14 |

| E34 · N35 | W24 · X1 | N14 |

| G1 | X1 · Z5 | N5 |

| G1 | X1 · Z5 | N5 |

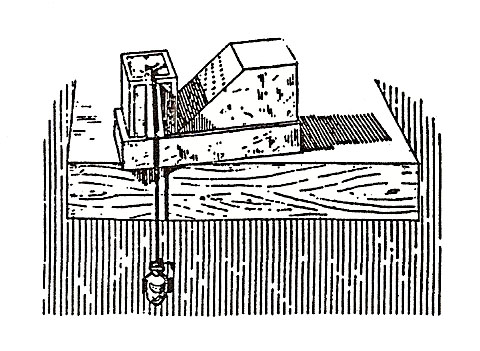
Reloj de sol portátil egipcio.

Para medir y regular el tiempo, los egipcios utilizaron el sechat (seṯȝt, un reloj de sol portátil), el reloj de agua (clepsidra) y el merjet para conocer las horas nocturnas.